# Före – efter, en diagnos
Före – efter, en diagnos är en framtidsstudie i form av en bok från 1971 av professorn i biokemi Gösta Ehrensvärd.

## Innehåll
Ambitionen med boken är enligt förordet att göra en balanserad förutsägelse av mänsklighetens närliggande framtid utgående från den tidens kunskap. De slutsatser som framförs är dock mycket nedslående: Det högteknologiska samhället och det välstånd som den rikare delen av världen åtnjuter, är bara en kort parentes i mänsklighetens historia. Välståndet bygger på ändliga tillgångar av kol, olja och gas samt andra naturresurser framförallt vissa metaller. När dessa tillgångar uttömts kommer civilisationen som vi känner den upphöra. Världen kommer genomgå en mycket svår period med anarki, samhällskollaps och massdöd. Ehrensvärd förutser att denna kris kommer starta kring 2050. Om de fattiga länderna mot förmodan kommer ikapp I-länderna ekonomisk kommer resursslöseriet öka och kollapsen tidigareläggas.
Författaren betraktar sig dock som optimist då han förutser hur den reducerade mänskligheten efter kollapsen skall återskapa ett fungerande och kulturellt högtstående agrarsamhälle som förhoppningsvis kan innefatta kvarlevor av teknologiska landvinningar såsom cyklar och segelfartyg. Genom att redan nu införa ransonering av energi och mat, förbjuda lyxkonsumtion och prioritera forskning för att utveckla fusionsenergi anser Ehrensvärd att mänskligheten kan göra övergången till detta ”Efter”-samhälle mindre smärtsam.   
En intressant förutsägelse som görs i boken är att den gradvis ökande halten av växthusgaser från kolförbränning visserligen har potential att höja atmosfärens temperatur, men ökande utsläpp av stoftpartiklar och andra föroreningar kommer ta överhanden så att resultatet blir en temperatursänkning som förvärrar jordbrukets villkor.

## Mottagande
Boken fick vid spridning under det tidiga 1970-talet och utkom i åtta upplagor. Boken översattes också till tyska, danska, norska och portugisiska. Boken och dess slutsatser diskuterades i tidningar, radio och TV.